# Conepatus
Conepatus es un género de mamíferos carnívoros de la familia Mephitidae, que se distribuye por casi toda América.
Incluye las especies más grandes de mofetas. 

## Especies
Se reconocen las siguientes especies:
- Conepatus chinga
- Conepatus humboldtii
- Conepatus leuconotus
- Conepatus semistriatus